# Culturele psychologie
Culturele psychologie (ook wel cross-culturele psychologie genoemd) is de psychologie die zoekt naar verbanden en/of verschillen tussen bepaalde culturen in de wereld. In deze tak wordt het menselijke gedrag bestudeerd zoals dat direct beïnvloed wordt door de culturele omgeving waarin de mens leeft. Cultuur wordt hier beschouwd als een samenspel van materiële en immateriële zaken die door een groep mensen in een gemeenschap worden gedeeld en als beweeglijk in de tijd.
De culturele psychologie is opgekomen sinds de globalisering steeds grotere vormen ging aannemen, waarbij middels media als de televisie en het internet alsmede het reizen en de migratie mensen uit verschillende culturen steeds vaker met elkaar in aanraking kwamen.
Een verwante term is cultuurpsychologie. Mensen leven in groepen. Een bijzondere vorm van groepen zijn culturele groepen, groepen van mensen die eenzelfde cultuur of subcultuur hebben. Cultuurpsychologie is meer geïnteresseerd in de gedragingen die patronen vertonen dan in de verschillen tussen culturen alleen, al zijn die verschillen natuurlijk heel belangrijke bronnen van patronen in gedrag en als zodanig ook voor cultuurpsychologen interessant.
Alle drie deze vormen van de bestudering van psychologie en cultuur vallen in het Angelsaksische taalgebied samen met de term ‘cultural psychology’ (waarbij de toevoeging ‘cross-‘ meestal expliciet wordt gebruikt om die vorm van cultural psychology aan te duiden waarbij gezocht wordt naar de culturele variatie in de psychische opmaak van volkeren).
Cultuurpsychologie onderscheidt zich van de cross-culturele psychologie en de culturele psychologie in de wijze waarop gedragswetenschap wordt ingezet om de cultuur zoals deze wordt bestudeerd in de culturele antropologie psychologisch te verklaren. Opvallend in de moderne cultuurpsychologie is dat de psychologie in de volle breedte wordt ingezet inclusief de cognitiewetenschap, evolutionaire psychologie en biopsychologie.
Dat was in het verleden veel minder. Er zijn ontwikkelingen geweest waarbij cultuurpsychologie aansloot bij de psychologische antropologie als onderdeel van de culturele antropologie. Vanaf de jaren dertig van de twintigste eeuw heeft er in de geschiedenis van de psychologie al een kruisbestuiving plaats gevonden tussen psychologie en culturele antropologie, vooral onder de naam Culture & Personality (C&P). Zie bijvoorbeeld de boeken van Margaret Mead, een cultureel antropologe die werk deed dat exemplarisch is voor het cultuur & persoonlijkheidsonderzoek. C&P wordt tegenwoordig alleen nog van historisch belang geacht. De moderne cultuurpsychologie is niet langer meer schatplichtig aan de culturele antropologie en de daarvan afgeleide historische vormen van wederzijdse beïnvloeding van psychologie en antropologie.
Culturele antropologie wil inzicht verkrijgen in de materiële en symbolische cultuurproducten van mensen die leven in culturen die sterk afwijken van de dominante Westerse cultuur. Vroeger waren dat hoofdzakelijk geïsoleerde en 'primitieve' culturen.

## MLiteratuur
- Berry, J. W., Poortinga, Y. H., Segall, M. H., & Dasen, P. R. (1992). Cross-cultural psychology: Research and applications. Cambridge: Cambridge University Press.
- Voestermans, Paul en Verheggen, Theo (2007). Cultuur & Lichaam. Een cultuurpsychologisch perspectief op patronen in gedrag. Oxford: Wiley/Blackwell.